# Édith Zha
Pour les articles homonymes, voir Zha.
Édith Zha (née en 1945) est une auteure, scénariste française de bande dessinée, pour les adultes et en littérature jeunesse.

## Biographie
Édith Zha est née en 1945. Elle a une formation en philosophie. Elle devient ensuite lectrice correctrice dans une maison d'édition. Elle écrit parallèlement des scénarios pour BD adultes et pour enfants, illustrés par Nicole Claveloux. Elle écrit également des contes pour enfants.
Elle vit dans la région parisienne,.

## Distinctions
Elle a obtenu plusieurs prix, notamment :
- 2020 : 
  - Festival d'Angoulême 2020 : Prix du patrimoine : Nicole Claveloux et Édith Zha La Main Verte et autres récits (éditions Cornélius)[3]
  - Prix Artémisia, Prix du matrimoine, Nicole Claveloux et Édith Zha : La Main Verte et autres récits[4]

## Œuvres
Elle a participé à deux œuvres en tant qu’auteure ou scénariste,, dont :
- La Main verte, Nicole Claveloux, 1978
- Les Femmes et l'amour homosexuel, Nella Nobili, Hachette, 1979
- Morte-saison et autres récits, illustré par Nicole Claveloux, Les humanoïde associés, 1979, réédité en 2020 chez Cornélius
- La maison sur la digue, illustrations de Nicole Claveloux, Éd. du Rouergue, 2006
- La Main Verte et autres récits, illustré par Nicole Claveloux éditions Cornélius, 2019